# أندري كوماتش
أندري كوماتش (بالإيطالية: Andrej Komac)‏ (مواليد 4 ديسمبر 1979 في شمبتر بري غوريكي) لاعب كرة قدم سلوفيني يلعب حاليا لصالح نادي ماكابي تل أبيب الإسرائيلي .

## روابط خارجية
- أندري كوماتش على موقع الاتحاد الدولي (مؤرشف)  (الإنجليزية)
- أندري كوماتش على موقع الاتحاد الأوربي (الإنجليزية)
- أندري كوماتش على موقع اتحاد السويد (السويدية)
- أندري كوماتش على موقع قاعدة بيانات كرة القدم.إي يو (الإنجليزية)
- أندري كوماتش على موقع بيانات كرة القدم. دي إي (الألمانية)
- أندري كوماتش على موقع ناشيونال فوتبول تيمز (الإنجليزية)
- أندري كوماتش على موقع عالم كرة القدم.نت (الإنجليزية)
- أندري كوماتش على موقع كووورة